# Лаунгийокутъл
Лаунгийокутъл (на исландски: Lángjökull) е ледник в западната част на Исландия, заемащ най-високите части на едноименния планински масив. Площ 1020 km² – втори по големина в Исландия след Вахтнайокутъл. Представлява полегат леден купол, издигащ се до 1410 m н.в. Планинският масив е изграден от вулканогенни породи (туфо-брекчи и млада лава). Освен основния ледник в масива има няколко отделни по-малки ледника – Тоурисийокутъл (33 km², височина 1340 m) на югозапад, Ейрихсийокутъл (23 km², височина 1675 m) на северозапад и др. В подножието на големия ледник са разположени няколко ледникови езера, най-голямо от които е Хвитаурватън. Участъците от масива, които не са покрити с лед, са заети от планинска тундра и безжизнени каменисти пространства. От ледника водят началото си множество малки реки, като по-големи са Хвитау Южна с десния си приток Фар, течащи на юг, и Хвитау Западна, течаща на запад.